# Lao National Television
Lao National Television, nota anche con l'acronimo LNTV, (laotiano: ໂທລະພາບແຫ່ງຊາດລາວ (ສທລ) (ທຊລ), Tholaphap Heng Xat Lao) è l'ente televisivo pubblico del Laos. 
Trasmette dalla capitale Vientiane in inglese, francese, khmer e laotiano.

## Storia
Lao National Television fu fondata e iniziò le trasmissioni televisive il 1º dicembre 1983. A quel tempo il canale effettuava trasmissioni sperimentali due volte la settimana, che poi gradualmente aumentarono.
Il 2 settembre 2015 Lao National Television firmò un accordo di cooperazione con Vietnam Television e e iniziò a produrre e trasmettere notizie e programmi d'informazione in lingua vietnamita.
A settembre 2019, con l'aiuto della Repubblica Popolare Cinese, LNTV 3 passò dalla definizione SD a quella HD.

## Servizi

### Televisione[5]

#### Nazionale
| Nome  | Sede      | Тipo                                           | Lancio | Lingua |
| ----- | --------- | ---------------------------------------------- | ------ | ------ |
| LNTV1 | Vientiane | generalista (trasmette dalle 05:00 alle 23:00) | 1983   | lao    |
| LNTV3 | Vientiane | generalista (trasmette 24 ore su 24)           | 1994   | lao    |

#### Regionali
Insieme di canali a carattere locale, uno per ciascuna delle 15 province del Paese:
| Nome               | Sede          | Тipo        | Lancio | Lingua |
| ------------------ | ------------- | ----------- | ------ | ------ |
| LNTV Attapeu       | Attapeu       | generalista |        | lao    |
| LNTV Bokeo         | Bokeo         | generalista |        | lao    |
| LNTV Bolikhamxai   | Bolikhamxai   | generalista |        | lao    |
| LNTV Champasak     | Champasak     | generalista |        | lao    |
| LNTV Houaphan      | Houaphan      | generalista |        | lao    |
| LNTV Khammouan     | Khammouan     | generalista |        | lao    |
| LNTV Luang Namtha  | Luang Namtha  | generalista |        | lao    |
| LNTV Luang Prabang | Luang Prabang | generalista |        | lao    |
| LNTV Oudomxay      | Oudomxay      | generalista |        | lao    |
| LNTV Phongsali     | Phongsali     | generalista |        | lao    |
| LNTV Xaignabouli   | Xaignabouli   | generalista |        | lao    |
| LNTV Salavan       | Salavan       | generalista |        | lao    |
| LNTV Savannakhet   | Savannakhet   | generalista |        | lao    |
| LNTV Xekong        | Xekong        | generalista |        | lao    |
| LNTV Xiangkhoang   | Xiangkhoang   | generalista |        | lao    |

## Ricezione

### Terrestre
LNTV trasmette in standard PAL SD.

### Satellite[6]
| Satellite          | LaoSat 1               | LaoSat 1               |
| Posizione orbitale | 128.5 E                | 128.5 E                |
| Bouquet            | LaoSat TV              | LaoSat TV              |
| Canali             | LNTV1                  | LNTV3                  |
| Frequenza          | 3410                   | 10850                  |
| Polarizzazione     | Verticale              | Orizzontale            |
| SR                 | 3200                   | 40000                  |
| FEC                | 3/4                    | 3/4                    |
| Modulazione        | QPSK LNTV in streaming | QPSK LNTV in streaming |